# Ch'ŏngnam-gu
Ch'ŏngnam-gu (koreanska: 청남구) är en kommun i Nordkorea.   Den ligger i provinsen Södra P'yŏngan, i den västra delen av landet, 50 km norr om huvudstaden Pyongyang.